# Bogusławice (powiat opatowski)
Bogusławice – wieś sołecka w Polsce położona w województwie świętokrzyskim, w powiecie opatowskim, w gminie Sadowie.
| SIMC    | Nazwa | Rodzaj    |
| ------- | ----- | --------- |
| 0806022 | Dwór  | część wsi |

## Historia
W 1827 roku było tu 12 domów i 108 mieszkańców. W 1880 roku Bugusławice miały 13 domów i 128 mieszkańców. Wieś miała wówczas 522 morgów ziemi doworskiej i 220 włościańskiej
Wieś w województwie sandomierskim była własnością Mikołaja Krzysztofa Radziwiłła (Sierotki) w latach 1576–1578.
W latach 1954–1961 wieś należała do gromady Kornacice (gromada), po jej zniesieniu, należała była siedzibą władz gromady Bogusławice. W latach 1975–1998 miejscowość administracyjnie należała do województwa tarnobrzeskiego.

## Zabytki
Zabytkiem wpisanym do rejestru zabytków nieruchomych pod numerem (A.561 z 11.12.1957 i z 10.10.1985) jest zespół dworski, a w nim:
- dwór,
- lodownia,
- dwie obory,
- park.